# Франш Конте
Франш Конте (на френски: Franche-Comté) е един от регионите на Франция до 2016 г., когато е присъединен към новосъздадения регион Бургундия-Франш Конте. Населението му е 1 159 000 жители (към 1 януари 2008 г.), а площта 16 202 км2. Гъстотата на населението е 71,50 жители на км2. Град Безансон е административен център на региона. Франш Конте е съставен от 4 департамента.